# DS i Love You
DS i Love You (ディーエス アイラブユー) は日本のテクノポップ音楽ユニット。
FILMS,TPO,PROJECT GREEN の音楽プロデューサー、本間柑治(Kanji Honma)が主宰。

## 概要
KORG DS-10一台のみで音楽を制作する実験プロジェクト、「機材を積む時代の終焉」がコンセプト。アルバムジャケットで撮影に使用している車は、シトロエン・DSである。
2010年11月10日、BounDEEより発売した1stアルバム「Obento」でデビュー。12月3日に同作が、Amazon MusicMP3日本総合チャート8位獲得。2010年11月24日に発売した2ndアルバム「CHRISTMAS DINNER」が、12月2日にAmazon MusicMP3日本総合チャート4位、POPSチャート3位を獲得。

## ディスコグラフィー

### アルバム
- Obento（2010年11月10日）／BounDEE　配信限定
- CHRISTMAS DINNER（2010年11月24日）／BounDEE　配信限定

## エピソード
2010年11月11日、1stアルバムObento」発売翌日にTwitterで坂本龍一より「DS1台だけでこんなん、できちゃうんだ!なかなかすごいね!」と称賛される。